# 東京あおば農業協同組合
東京あおば農業協同組合（とうきょうあおばのうぎょうきょうどうくみあい、略称JA東京あおば、東京あおば農協）は、東京都練馬区に本店を置く農業協同組合。

## 概要
1997年（平成9年）4月1日、板橋・練馬・石神井・大泉の4農協が合併し、JA東京あおばが誕生。東京都板橋区・北区・豊島区・練馬区を管内としているが、北区と豊島区内には支店等の営業拠点はない。
なお合併に伴い、西武バス荻14系統「石神井公園」バス停2つ手前にその年3月31日まであった「石神井農協」バス停は「JA東京あおば」へ改称された。

## 店舗

### 本店・支店
- 練馬区内
  - 本店・地域振興部・練馬春日町・中村橋・田柄・平和台・石神井・関町・大泉

- 板橋区内
  - 板橋・赤塚

### 地区アグリセンター
- 板橋・練馬・石神井・大泉

### 直売所
- とれたて村石神井（石神井支店） ・ファーマーズショップこぐれ村（大泉支店） ・ファーマーズショップにりん草・ふれあいの里

### 東京協同サービス
- 本店・平和台支店